# We Are the City
We Are the City ist eine kanadische Progressive-Rock-Band, die 2008 in Kelowna gegründet wurde. Mittlerweile sind der Sänger Cayne McKenzie, der Schlagzeuger Andy Huculiak und der Gitarrist David Menzel nach Vancouver gezogen.
Neben den Bandaktivitäten produzieren sie auch Musikvideos oder Filme und schreiben Drehbücher.

## Geschichte
We Are the City lernten sich schon in der Highschool kennen und fingen an, gemeinsam Musik zu machen. Cayne und Andy besuchten damals dasselbe Filmseminar, wodurch das Visuelle zu einem festen Bestandteil der Bandaktivitäten wurde.

Ein Jahr nach der offiziellen Gründung (2008) veröffentlichte die Band ihr Debütalbum In a Quiet World.
Im Januar 2010 gewannen We Are the City bei dem von dem Radiosender CKPK-FM veranstalteten Bandwettbewerb 'PEAK Performance Project Contest’ den ersten Platz mit einer Prämie von 150.000 $.
Den Gewinn nutzten sie, um an ihrem neuen Album zu arbeiten.
Einen kurzen Rückschlag musste die Band erleben, als Gitarrist David Menzel aus persönlichen Gründen ausstieg, jedoch kurze Zeit später wieder dazustieß.
Es folgte eine Zeit des Tourens, des Drehbuchschreibens und der Regiearbeit. 2013 erschien in Kanada schließlich das zweite Album Violent, welchem ein Jahr später der gleichnamige Film folgte. In Europa wurde das Album Violent beim Label Sinnbus 2015 veröffentlicht.

## Violent (Film)
Nachdem We Are the City das Drehbuch fertiggestellt hatten, entschieden sie sich, dieses in eine ihnen fremde Sprache übersetzen zu lassen. Da sie Freunde an der Universität in Bergen hatten, fiel die Wahl der Sprache auf Norwegisch.
„Wir wollten einen Film mit Untertiteln machen, um eine gute Regiearbeit abzuliefern. So konzentriert man sich viel besser auf die Bildebene und die Darstellung an sich, statt immer nur auf die Einhaltung des Textes zu achten“, erklärt Sänger McKenzie.
Eine weitere Besonderheit des Films ist, dass man den Schauspielern noch während des Drehs den Freiraum ließ, den Text nach ihrem Empfinden abzuwandeln und zu improvisieren. Auch die Frage nach dem Geschlecht der Hauptfigur wurde im Drehbuch nicht festgelegt: „Lange Zeit haben wir sie nur „MC“ für „main character“ genannt, aber nach und nach wurde uns allen klar, dass die Figur eine Frau ist.“ erzählt Regisseur Huculiak.

### Handlung
Violent handelt von einem Mädchen, welches sich an die 5 Menschen erinnert, denen sie am meisten bedeutet hat. Vor dem Leben auf dem Land flüchtend zieht sie schließlich zu Freunden der Familie in die Stadt. Ihre Erinnerungen werden von einem dramatischen Ereignis hervorgerufen.

### Preise
Der Film wurde beim Vancouver International Film Festival, bei den Internationalen Filmfestspielen von Cannes und Internationalem Filmfestival in San Sebastian gezeigt.
Violent wurde für den „Independent Camera“ Award des Internationalen Filmfestivals Karlovy Vary nominiert. Zudem gewann er die Preise „Bester Kanadischer Film“ und „Bester British Columbia Film“ des Vancouver International Film Festivals.

## Magic House
Das selbstgetaufte „Magic House“ wurde von der Band als kreativer Raum für die Arbeiten an dem Album und Film Violent genutzt, bevor es schließlich 2015 abgerissen wurde. Während in der unteren Etage also an dem Film gearbeitet wurde, diente die obere als eine Art Proberaum der Band.
„Wenn man von den Songs genug hatte oder in seiner Kreativität blockiert war, lief es vielleicht unten beim Drehbuchschreiben besser.“ so Andy Huculiak.

## Diskografie

### Alben
- 2009: In a Quiet World (Custom)
- 2013: Violent (Hidden Pony Records, 2015 bei Sinnbus)
- 2015: Above Club (Sinnbus,  Boompa, Tooth And Nail)
- 2018: At Night

### EPs
- 2011: Highschool (Adventure Boys Club)
- 2011: Mo(u)rning Song (Adventure Boys Club)